# Miłki (gromada)
Miłki – dawna gromada, czyli najmniejsza jednostka podziału terytorialnego Polskiej Rzeczypospolitej Ludowej w latach 1954–1972.
Gromady, z gromadzkimi radami narodowymi (GRN) jako organami władzy najniższego stopnia na wsi, funkcjonowały od reformy reorganizującej administrację wiejską przeprowadzonej jesienią 1954 do momentu ich zniesienia z dniem 1 stycznia 1973, tym samym wypierając organizację gminną w latach 1954–1972.
Gromadę Miłki z siedzibą GRN w Miłkach utworzono – jako jedną z 8759 gromad na obszarze Polski – w powiecie giżyckim w woj. olsztyńskim na mocy uchwały nr 13 WRN w Olsztynie z dnia 4 października 1954. W skład jednostki weszły obszary dotychczasowych gromad Lipińskie, Miechy i Staświny oraz miejscowości Drochowo, Wysoka Kępa i Miłki z dotychczasowej gromady Miłki ze zniesionej gminy Paprotki oraz obszar dotychczasowej gromady Czyprki ze zniesionej gminy Talki w tymże powiecie. Dla gromady ustalono 15 członków gromadzkiej rady narodowej.
1 stycznia 1958 do gromady Miłki włączono obszar zniesionej gromady Paprotki w tymże powiecie.
1 stycznia 1960 do gromady Miłki włączono wsie Jedamki, Konopki Wielkie i Wyszowate, przysiółek Ogródki oraz PGR Konopki Wielkie ze zniesionej gromady Konopki Wielkie w tymże powiecie.
31 grudnia 1961 z gromady Miłki wyłączono wieś Paprotki, włączając ją do gromady Rydzewo w tymże powiecie.
31 grudnia 1967 z gromady Miłki  wyłączono część obszaru PGL nadleśnictwo Giżycko (93 ha), włączając ją do gromady Talki w tymże powiecie.
22 grudnia 1971 do gromady Miłki włączono obszar zniesionej gromady Rydzewo oraz PGR Ruda ze zniesionej gromady Upałty w tymże powiecie.
Gromada przetrwała do końca 1972 roku, czyli do kolejnej reformy gminnej. 1 stycznia 1973 w powiecie giżyckim utworzono gminę Miłki.